# Chikpet, Bidar
Chikpet là một làng thuộc tehsil Bidar, huyện Bidar, bang Karnataka, Ấn Độ.